# マリアーノ・パボーネ
ウーゴ・マリアーノ・パボーネ（Hugo Mariano Pavone, 1982年5月27日 - ）は、アルゼンチン・ブエノスアイレス州トレス・サルヘントス出身の元同国代表サッカー選手。現役時代のポジションはフォワード。
兄のゴンサロ・パボーネもサッカー選手で同じくFWでプレーしていた。

## 経歴

### エストゥディアンテス
パボーネは14歳の頃にボカ・ジュニアーズの下部組織からエストゥディアンテス・デ・ラ・プラタに移った。それから、7年間トップリーグでプレーし、2005クラウスーラで16得点を挙げて得点王を獲得したことから、彼の名は一躍アルゼンチン中に広まった。
2006アペルトゥーラでは、キルメスAC戦でシーズン初得点を挙げると、ユース時代を過ごしたボカ・ジュニアーズとのチャンピオンシップ・プレーオフで決勝点を決めリーグ優勝に導く活躍をみせたことから、Olé紙が選ぶ最優秀選手に輝いた。このステージで11得点を記録したパポーネは、10月15日の7-0で勝利したクラブ・デ・ヒムナシア・イ・エスグリマ・ラ・プラタとのクラシコ・プラテンセで5得点目をアシストするなど同僚を活かす能力にも秀でていた。

### ベティス
2007年6月下旬、スペイン・プリメーラ・ディビシオンのレアル・ベティスに移籍した。また、2007-08シーズンからベティスの指揮を取ることになった同胞のエクトル・クーペルが移籍金680万ユーロで最初に獲得した選手となった。7月23日、プレシーズンの親善試合CDサン・フェルナンド戦で初出場すると初得点を挙げ、さらに同胞のフアン・パブロ・カッファの得点をアシストした。
8月26日のレクレアティーボ・ウェルバ戦でリーグ戦デビューをした。最初の2シーズンはアルゼンチン時代の活躍を示せたと言い難がったが、11月11日のレアル・サラゴサ戦で後半途中出場で初得点を含む2得点を挙げると、12月16日のUDアルメリア戦で再び2得点と2007年11月から2008年1月までの間に5試合で6得点と爆発するなど、最終的に8得点6アシストとある程度の働きを見せた。12月12日のコパ・デル・レイのエルチェCF戦でカップ戦初得点を記録した。
2008-09シーズンは18試合出場2得点に終わり、チームは9年ぶりに2部に降格した。2010年2月1日、パボーネはイタリア・セリエAのカルチョ・カターニアと契約することになったが、エベルトンがベティス行きを拒否したことで取引は中止になった。
2010年7月23日、1年間のローン契約でCAリーベル・プレートに加入したことで、3シーズンぶりに故郷に戻ることになった。降格の危機に瀕しているチームを助けるため、アペルトゥーラで5得点を記録。しかし、最終的にCAベルグラーノとの残留・昇格プレーオフにまわることになった。2011年6月26日、アウェーでの第1戦で0-2と敗れると、ホームでの第2戦では試合開始から数分でパボーネが先制点を挙げたが後半に追いつかれ、その後にPKを獲得し勝ち越すチャンスを得るも、相手GKフアン・カルロス・オラベにセーブされ、そのまま1-1の引き分けに終わった。2試合合計1-3で敗れたことで、クラブ創設100年以上で初の2部降格となった。

### ラヌース
2011年8月5日、ベティスとの契約が終わり自由移籍でCAラヌースに加入。16日のCAインデペンディエンテ戦でデビューすると、後半27分から出場したパポーネはアディショナルタイムにこの試合唯一の得点を挙げ勝利に貢献した。

### クルス・アスル
2012年6月にリーガMXのクルス・アスルに加入し、コパMXとCONCACAFチャンピオンズリーグ2013-14のタイトル獲得に貢献した。後者ではチーム唯一となるゴールを挙げ、ゴールデンボールを受賞した。

### 母国への再復帰以降
2015年1月13日、CAベレス・サルスフィエルドに期限付き移籍。同年6月に契約満了を迎えると、古巣であるエストゥディアンテスからのオファーを断りラシン・クルブと契約を結んだ。2016年1月にベレスに復帰した。
2017年7月1日、古巣であるエストゥディアンテスに復帰することが発表された。

## 代表
2007年4月18日、チリ戦でアルゼンチン代表デビューした。

## タイトル

### クラブ
エストゥディアンテス
- プリメーラ・ディビシオン : 2006-07A

クルス・アスル
- コパMX : 2013C
- CONCACAFチャンピオンズリーグ : 2013-14

### 個人
- プリメーラ・ディビシオン得点王 : 2004-05C (16得点)
- コパ・リベルタドーレス得点王 : 2006 (5得点)
- CONCACAFチャンピオンズリーグ・ゴールデンボール : 2014